# علم الفلك الهندي

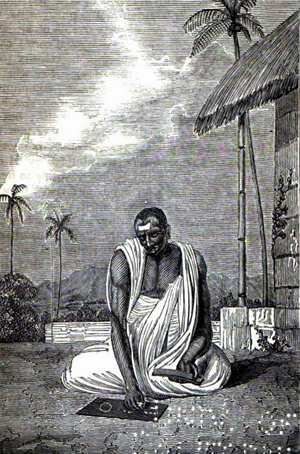
رسم يوضح عالم فلك هندي في القرن التاسع عشر

علم الفلك لديه تاريخ طويل من عصور ما قبل التاريخ وحتى العصور الحديثة، بعض الجذور الأولى لعلم الفلك الهندي تعود إلى فترة حضارة وادي السند أو أبكر من ذلك. ثم تطور علم الفلك بعد ذلك ليصبح أحد تخصصات الفيدانجا أو «التخصصات المساعدة» المرتبطة بالفيدا، وهذا يعود إلى عام 1500 قبل الميلاد أو في وقت أبكر. أقدم نص معروف عن علم الفلك الهندي هو فيدانجا جيوتيشا ويعود إلى عام 1400-1200 قبل الميلاد.
وكما هو الحال مع التقاليد الأخرى، كان التطبيق الأول لعلم الفلك دينياً، وقد تأثر علم الفلك الهندي بعلم الفلك اليوناني في بدايات القرن الرابع قبل الميلاد وخلال القرون الأولى من العصر المشترك، على سبيل المثال عن طريق روماكا سيدانتا والترجمة السنسكريتية من النص اليوناني نشرت في القرن الثاني.
ازدهر علم الفلك الهندي في القرن الخامس والسادس بواسطة أريابهاتا، والذي يمثل ذروة المعرفة الفلكية في ذلك الوقت. وقد أثر علم الفلك الهندي بدرجة كبيرة في علم الفلك الإسلامي في وقت لاحق، وكذلك علم الفلك الصيني، وعلم الفلك الأوروبي، وغيرها. طور بعض علماء الفلك الآخرون من العصر الكلاسيكي عمل أريابهاتا ومن هؤلاء العلماء براهماغوبتا وفاراميهيرا ولالا.
وظل أحد التقاليد الهندية الفلكية المعروفة نشطاً طوال فترة القرون الوسطى وحتى القرن ال16 أو ال17، وخاصة في مدرسة كيرالا لعلوم الفلك والرياضيات.

## التاريخ

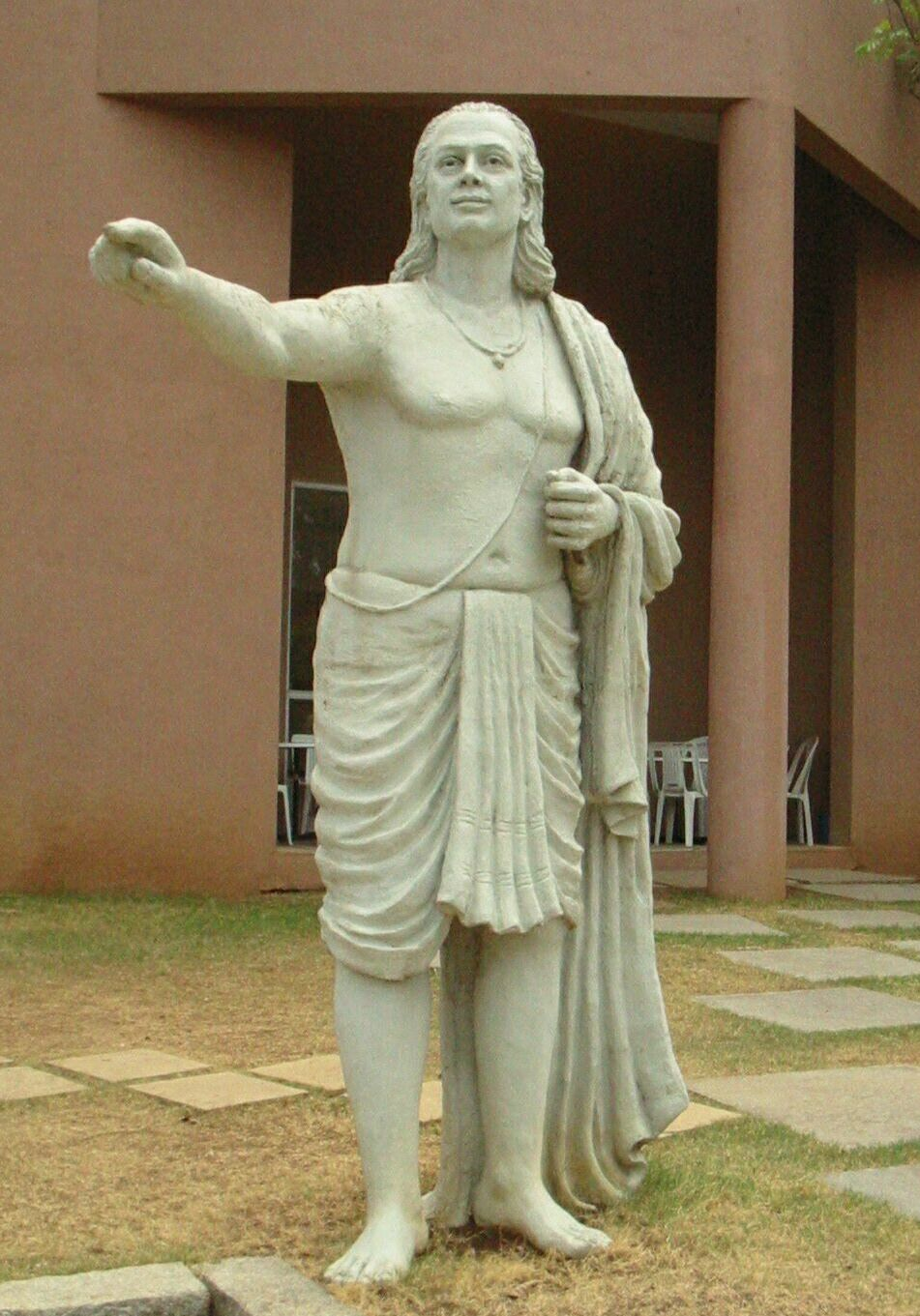
عالم الفلك الهندي أريابهاتا وهوأحد أهم الشخصيات في علم تاريخ علم الفلك الهندي حيث يعد الأب الروحي للعلماء التاليين

بعض أقدم أشكال علم الفلك يمكن أن يعود تاريخها إلى فترة حضارة وادي السند أو إلى وقت أبكر من ذلك. بعض المفاهيم الكونية موجودة في الفيدا وكذلك مفهوم حركة الأجرام السماوية والدورة السنوية. وكما هو الحال في التقاليد الأخرى، هناك ارتباط وثيق بين علم الفلك والدين في خلال التاريخ المبكر لهذا العلم، وقد أصبح الرصد الفلكي ضرورياً بسبب المتطلبات الزمانية والمكانية اللازمة لأداء الطقوس الدينية، وهكذا فإن شولبا سوترا وهي النصوص المكرسة لبناء مذبح الكنيسة تناقش الرياضيات الحديثة وأساسيات علم الفلك. وتعد فيدانجا جيوتيشا أيضاً أحد أقدم النصوص الهندية المعروفة في علم الفلك، حيث يتضمن تفاصيل عن الشمس والقمر والحركات المشتركة بينهما والتقويم.
بدأت الأفكار الفلكية اليونانية تدخل إلى الهند في القرن الرابع قبل الميلاد بعد فتوحات الإسكندر الأكبر. وبحلول القرون الأولى من العصر المشترك، أصبح تأثير الثقافة اليونانية على الهند واضحاً ويظهر ذلك في النصوص مثل يافاناجاتاكا (Yavanajataka) وروماكا سيدانتا (Romaka Siddhanta)، وذكر علماء الفلك لاحقا وجود العديد من السيدانتا مثل شوريا سيدانتا، وهذه النصوص ليست ثابتة ولكنها انتقلت عن طريق التقليد الشفوي للمعرفة كما أن مضمونها ليس موجوداً، يُعرف هذا النص حالياً باسم شوريا سيدانتا ويعود إلى فترة جوبتا وقد تم استقباله بواسطة أريابهاتا.
يبدأ العصر الكلاسيكى لعلم الفلك الهندي في أواخر عهد جوبتا، في القرن الخامس أو السادس، وفي عام 505م كتب فاراهيميرا بعض النصوص والتي تقترب من طريقة تحديد اتجاه الزوال من أي اتجاه من الاتجاهات الثلاثة للظل باستخدام العقرب، وبحلول زمن أريابهاتا تم تصحيح مفهوم حركة الكواكب والتي ثبت أنها بيضاوية وليست دائرية. وبعض المواضيع الأخرى والتي شملت تعريفات لوحدات الزمن المختلفة، ونماذج شاذة لحركة الكواكب، ونماذج كروية لحركة الكواكب، وتصحيحات لخط الطول الكوكبي لمختلف مواقع الكرة الأرضية.
لم يكن الحال في الهند يختلف كثيراً عما هو عليه في الصين لجهة خلط علم الفلك بعبادة النجوم والتنجيم، ذلك أن منجمي الهند كانوا يقيسون أبعاد الشمس والقمر في السماء، ويتابعون حركتهما من برج إلى آخر، ومن منزل إلى منزل فيستخرجون الطالع من النجوم، والباطن من السعود فلا يخطئ في زعمهم أبداً وذكر أن المنجم الهندي كان يؤتى بالمولود الجديد فينظر إلى الساعة ثم يحسب له ما يصيبه إلى يوم يموت. وهناك جماعة من منجمي الهند نسبوا مثل هذا التأثير النجومي إلى الثوابت من النجوم التي منها المسمى بـ (كلب الجبار)، وأن جماعة أخرى نسبوه إلى السيارة من النجوم لا إلى الثوابت. فقد نسبوا السعد إلى زحل من بين الكواكب، لا إلى المشتري، وسموه السعد الأكبر وما هذا في رأيهم إلا لأنه أعلى الكواكب وأعظمها جرماً على ما يزعمون. ولقد أسهب البيروني، وهو الذي عاش في الهند طويلاً، وخالط منجميها أسهب في التحدث عن مباحث علماء الهند في الفلك، واعتقاداتهم التنجيمية، وعن كتبهم المعول عليها في الفلك ومن أهمها كتب (السند هند) الذي ترجم إلى العربية زمن الخليفة العباسي المنصور. وكتاب (سنكهت) ومعناه: المجموع وهو كتاب يتضمن مباحث شتى في علم الفلك، وفي النجامة والفراسة وزجر الطير وتعبير الرؤيا.

## التقويم
تم تقسيم السنة وفقا للطقوس الدينية وللفصول، حيث تم أخذ الفترة من منتصف مارس وحتى منتصف مايو لتكون الربيع (vasanta)، ومن منتصف مايو وحتى منتصف يوليو ليكون الصيف ("grishma")، ومن منتصف يوليو وحتى منتصف سبتمبر ليكون فصل الأمطار (varsha)، ومن منتصف سبتمبر وحتى منتصف نوفمبر ليكون الخريف، ومن منتصف نوفمبر وحتى منتصف يناير ليكون الشتاء، ومن منتصف يناير حتى منتصف مارس ليكون فصل الندى (œiœira).
في فيدانجا جيوتيشا تبدأ السنة بالانقلاب الشتوي، حيث أن التقويمات الهندوسية لها عدة عصور:
- التقويم الهندوسي ويبدأ هذا التقويم منذ عصر كالي، وقد عهد به في 18 فبراير 3102 قبل الميلاد بتقويم جوليان (23 يناير 3102 قبل الميلاد بالتقويم الغريغوري).
- تقويم فيكرام سامفات تم تقديمه في القرن الثاني عشر، ويقوم بحساب من عام 56-57 قبل الميلاد.
- «عصر السقا» ويستخدم في بعض التقويمات الهندوسية وفي التقويم الوطني الهندي، وقد عهد به منذ الإعتدال الربيعي في عام 78م.
- التقويم السباتارشي وقد تم العهد به في 3076 قبل الميلاد.[18]

وفي عام 2008 قام ج.أ.ب. فان بوتنين بعمل تقرير عن التقويمات في الهند:
تم التعرف على النظام الأقدم للتقويم والذي هو في كثير من النواحي يعد أساس النظام الكلاسيكي من النصوص منذ عام 1000 قبل الميلاد، ويقوم بتقسيم السنة الشمسية من 360 يوماً إلى 12 شهراً قمرياً يحتوي كل منها على 27 يوماً (وفقاً للنص الفيدي المبكر سامهيتا 4.4.10.1–3) أو 28 يوماً (وفقا لاثارفافيدا، الرابع من الفيدا 19.7.1.)، وتم حل التناقض الناجم عن ذلك بواسطة إقحام شهر كل 60 شهر. وتم الاعتقاد في الوقت بحسب الموقع الملحوظ في الكوكبة على الدائرة الشمسية والتي يرتفع فيها القمر يومياً خلال الشهر القمري (الفترة من القمر الجديد إلى القمر الجديد) وترتفع إاليها الشمس يومياً خلال السنة الشمسية. هذه الكوكبات (nakṣatra) يمثل كل منها قوس 13°20′ من دائرة مسير الشمس، يمكن ملاحظة مواقع القمر بوضوح وبشكل مباشر، ومواقع الشمس تم الإستدلال عليها من موقع القمر عند اكتماله عندما تكون الشمس على الجانب الآخر من القمر، تم حساب موضع الشمس في منتصف الليل بواسطة تلك الكوكبات أو الأبراج والتي تبلغ ذروتها في الزوال في هذا الوقت، ومن ثم تكون الشمس في الاتجاه المعاكس لهذه الكوكبات.}}

## علماء الفلك
| الاسم               | العام                     | المساهمات |
| ------------------- | ------------------------- | --- |
| لاغادها             | الألفية الأولى ق.م        | أقدم النصوص الفلكية الهندية والتي أطلق عليها اسم فيدانجا جيوتيشا تذكر تفاصيل عن السمات الفلكية والتي طبقت بصفة عامة لتوقيت المناسبات الدينية والاجتماعية، ذكرت فيدانجا جيوتشيا تفاصيل أيضاً عن الحسابات الفلكية، ودراسات التقويم، وكذلك وضعت قواعد للملاحظة التجريبية. وحيث أن النصوص المكتوبة منذ عام 1200 قبل الميلاد كانت ذات طابع ديني فإن فيدانجا جيوتشيا كانت متصلة بصورة قوية مع علم التنجيم الهندي وذكرت تفاصيل عديدة عن الجوانب المهمة للزمن والفصول الموسمية، بمافى ذلك الشهور الشمسية والقمرية. يرى تريباثى أن الأبراج السبعة وعشرون، والكسوف، والكواكب السبعة، واثنى عشر إشارة من دائرة الأبراج كانت معروفة أيضا في ذلك الوقت. |
| أريابهاتا           | 476-550م                  | أريابهاتا هو مؤلف نصوص أريباهاتيا وأريباهاتا سيدانتا والتي وفقاً لهياشي (2008): "تتوزع بشكل رئيسي في شمال غرب الهند، وخلال السلالة الساسانية (224-651) في إيران، وكان لها تأثير عميق في علم الفلك الإسلامي، وقد تم الحفاظ على محتوياته في أعمال فاراهاميهيرا (ازدهر عام550)، وبهاسكارا الأول (ازدهر عام 629)، وبراهماغوبتا(598-665) وغيرهم. وهو أحد أقدم الأعمال الفلكية والذي استخدم لتعيين بداية كل يوم وحتى منتصف الليل"، ذكر أريباهاتا صراحةً أن الأرض تدور حول محورها، وبالتالى هذا يتسبب في ما يبدو أنه حركة ظاهرة باتجاه غرب حركة النجوم، وذكر أريباهاتا أيضاً أن الضوء المنعكس عن الشمس هو سبب إشراق القمر. كان لأريباهاتا أتباع أقوياء وخاصة في جنوب الهند، حيث أن أفكاره ومبادئه عن الدوران الدوري للأرض من بين أفكاره الأخرى تمت متابعتها وبناء أفكار ثانوية عليها. |
| براهماغوبتا         | 598-668م                  | براهماغوبتا سيدانتا (والتي تأسست بشكل صحيح على مذهب براهما،628م) تعاملت مع الرياضيات الهندية وعلم الفلك الهندي وكتب هاياشى (2008) ما يلى:" تمت ترجمتها إلى العربية في بغداد حوالى عام 771م وكان لها تأثير كبير على الرياضيات الإسلامية وعلم الفلك الإسلامي". وقد عزز براهماغوبتا فكرة أريباهاتا بخصوص أن اليوم الجديد يبدأ من منتصف الليل، وقام أيضاً بحساب الحركة اللحظية للكواكب، وأعطى بعض المعادلات الصحيحة عن اختلاف المنظر، كما أعطى بعض المعلومات المتعلقة بحساب الخسوف. أدخلت أعماله المفهوم الهندي لعلم الفلك القائم على الرياضيات إلى العالم العربي، وافترض أيضاً أن جميع الأجسام التي تحظى بكتلة تنجذب إلى الأرض. |
| فاراميهيرا          | 505م                      | كان فاراهيميرا هو عالم الفلك والرياضيات الذي درس الرياضيات وعلم الفلك الهندي بالإضافة إلى مبادئ العديد من العلوم الفلكية اليونانية والمصرية والرومانية، كتب بعض النصوص (Pañcasiddhāntikā) والتي تعد خلاصة ومقال مرسوم عن العديد من الأنظمة المعرفية. |
| بهاسكارا الأول      | 629م                      | بهاسكارا هو مؤلف كتاب الأعمال الفلكية (Mahabhaskariya) وهو الكتاب الأعظم لبهاسكارا وكتاب (Laghubhaskariya) وهو الكتاب الأصغر لبهاسكارا وأيضاً (Aryabhatiyabhashya) عام 629ق.م، وهو تعليق على أريباهاتيا الذي كتبه أريباهاتا. وكتب هياشي (2008): "خط طول الكواكب، وشروق الشمس وغروب الكواكب، والإقتران بين الكواكب والنجوم، وكسوف الشمس وخسوف القمر، ومراحل إكتمال القمر، جميعها من الموضوعات التي ناقشها بهاسكارا في أعماله الفلكية"، وتمت متابعة أعمال بهاسكارا بواسطة (فاتيسفارا. 880م) والذي إبتكر في الفصل الثامن من كتابه (Vateśvarasiddhānta) أساليب لتحديد اختلاف المنظر الطولي مباشرةً، وكذلك حركة تساوي الليل والنهار والانقلابات الشمسية، وربع محيط الدائرة الشمسية في أي وقت من الأوقات. |
| لالا                | القرن الثامن ميلادياً      | مؤلف (Śisyadhīvrddhida) والتي تعد مقالات توسع الفكر للطلاب وتصحح عدة إفتراضات لأريباهاتا، تم تقسيم (Śisyadhīvrddhida) نفسها إلى قسمين: الفصل الأول يتناول حسابات الكواكب، وتحديد الكواكب المتوسطة والحقيقية، والمشاكل الثلاث المتعلقة بالحركة الدورية للأرض، والكسوف، وشروق وغروب الكواكب، والنتوءات المختلفة للقمر، والإقترانات بين الكواكب والنجوم، والمواقع التكاملية للشمس والقمر. أما القسم الثاني فهو بعنوان (Golādhyāya) ويختص بالتمثيل التخطيطي لحركة الكواكب، والآلات الفلكية، وتركد على تصحيح تلك الفرضيات ودحض المبادئ الخاطئة، يُظهر لالا تأثير أريباهاتا، وبراهماغوبتا، وبهاسكارا، وقد تمت متابعة أعماله بواسطة العديد من علماء الفلك مثل فاتيسفارا وبهاسكارا الثاني، قام لالا أيضاً بتأليف (Siddhāntatilaka). |
| بهاسكارا الثاني     | 1114م                     | مؤلف (Siddhāntaśiromaṇi)وهي الجوهرة الرئيسية للدقة وأيضاً (Karaṇakutūhala) والذي يقوم بحساب عجائب علم الفلك، وقد أبلغ عن ملاحظاته عن مواقع الكواكب، والإقتران، والخسوف، والكوزموغرافي، والجغرافيا، وعلم الرياضيات، والمعدات الفلكية المستخدمة في بحثه في المرصد اوجاين الذي ترأسه. |
| سريباتي             | 1045م                     | كان عالم فلك وعالم رياضيات تابع مدرسة براهماغوبتا للفلك، وقام بتأليف (Siddhāntaśekhara) في 20 فصلاً، وبالتالي أدخل العديد من المفاهيم الجديدة بما في ذلك وعورة أرض القمر وعدم تساويها. |
| ماهيندرا سوري       | القرن الرابع عشر الميلادي | قام ماهيندرا سوري بتأليف يانترا-رجا (Yantra-rāja) وهو ملك الآلات وتمت كتابته عام1370م وهو عمل سينسكريتي علي الإسطرلاب، قام بتقديم نفسه في الهند في القرن الرابع عشر في عهد سلالة طاغلاق وهي سلالة الحاكم فيروز شاه طاغلاق (1351-1388م)، ويبدو أن عالم الفلك ماهيندرا سوري كان في خدمة فيروز شاه، يذكر يانترا رجا الإسطرلاب من الفصل الأول وما بعده، ويعرض أيضا صيغه الأساسية جنباً إلى جنب مع الجدول العددي لرسم الإسطرلاب على الرغم من أن الدليل نفسه لم يتم تفصيله، وتم ذكر أيضاً خط الطول وخط العرض لأكثر من 32 نجماً، كما أوضح ماهيندرا أيضاً عقرب الشمس، والتنسيق الإستوائي، والتنسيق البيضاوي. أثرت أعمال ماهيندرا سوري في العديد من علماء الفلك اللاحقين مثل بادمانابها (1423م) مؤلف (Yantra-rāja-adhikāra) وهو الفصل الأول من كتابه (Yantra-kirnāvali). |
| نيلاكانثان سوماياجي | 1444-1544م                | في عام 1500م قام نيلاكثان سوماياجي من مدرسة كيرالا لعلوم الفلك والرياضيات في مقالته (Tantrasangraha) بمراجعة نماذج أريباهاتا لكواكب عطارد والزهرة. ظلت معادلته المركزية عن هذه الكواكب هي الأكثر دقة حتى عهد يوهانس كبلر في القرن السابع عشر. قام نيلاكانثان سوماياجي أيضاً بالتعليق على أريباهاتيا والتي كتبها أريباهاتا، وقام كذلك بتطوير نظامه الحاسوبي الخاص للنموذج الجزئي لكواكب المجموعة الشمسية، والذي يظهر فيه عطارد والزهرة والمريخ والمشترى وزحل يدورون حول الشمس، والتي هي أيضاً تدور حول الأرض، على غرار النظام التايكوني والذي اقترحه تايكو براهي لاحقاً في أواخر القرن السادس عشر، وعلى الرغم من ذلك فإن نظام نيلاكانثان سوماياجي أكثر كفاءة رياضياً من نظام تايكو بسبب الأخذ بعين الإعتبار المعادلة الصحيحة المركزية والحركة العرضية لكواكب عطارد والزهرة. تقبٌل أغلب علماء الفلك بمدرسة كيرالا للفلك والرياضيات النموذج الكوكبي لسوماياجي وتابعوا أعماله، قام سوماياجي أيضا بتأليف مقالة بعنوان (Jyotirmimamsa) وشدد فيها على أهمية وضرورة الرصد الفلكي للحصول على المعلومات الحسابية الصحيحة. |
| أكيوتا بيزاراتي     | 1550-1621م                | اقترح طرق جديدة لحسابات الكسوف. |

## الأدوات المستخدمة في علم الفلك والحسابات الفلكية

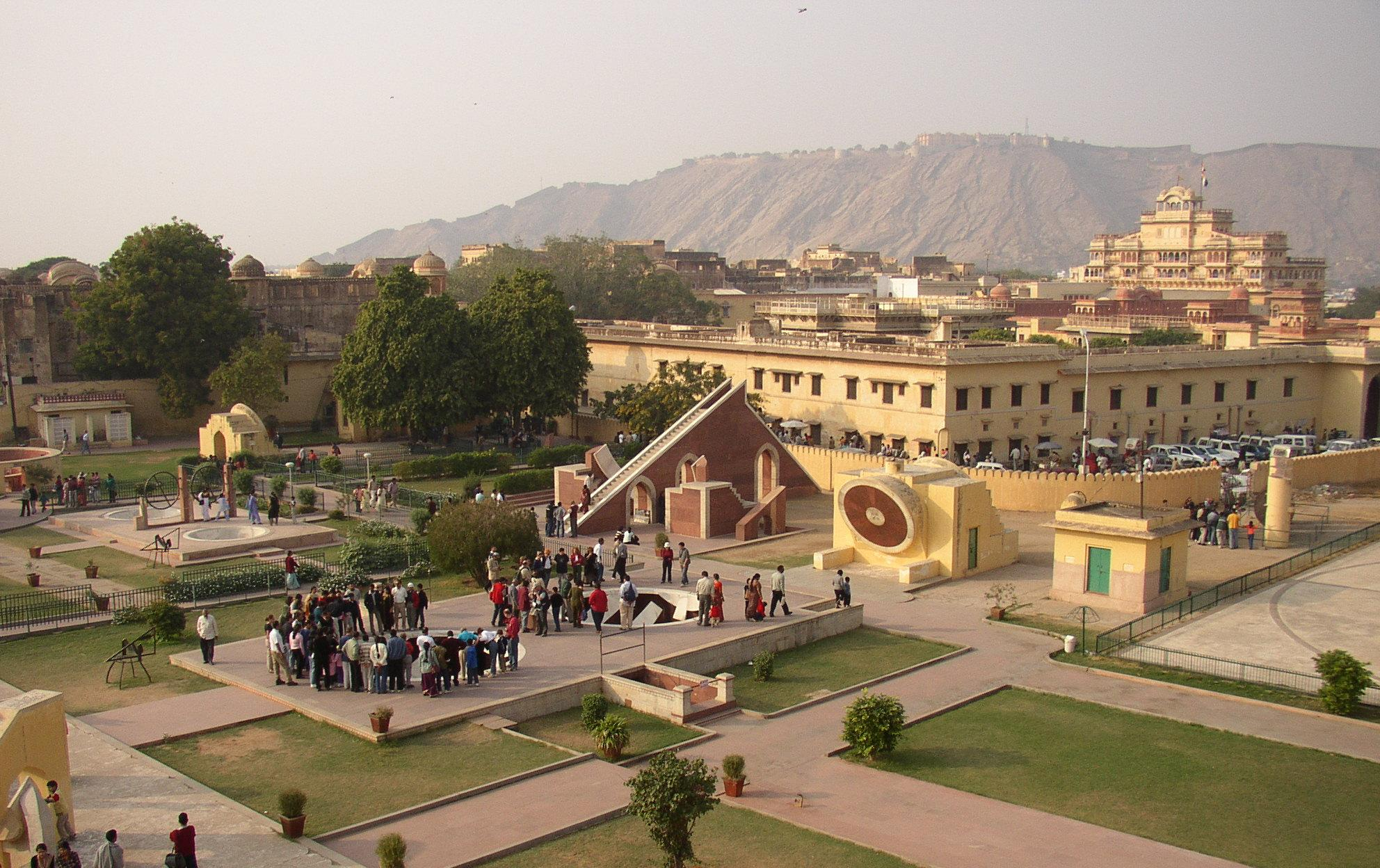
جاي سينغ الثاني أو ساواي جاي سينغ(1688–1743م) بدأ بناء العديد من المراصد والذي يظهر هنا هو مرصد جانتار منطار في جيبور.

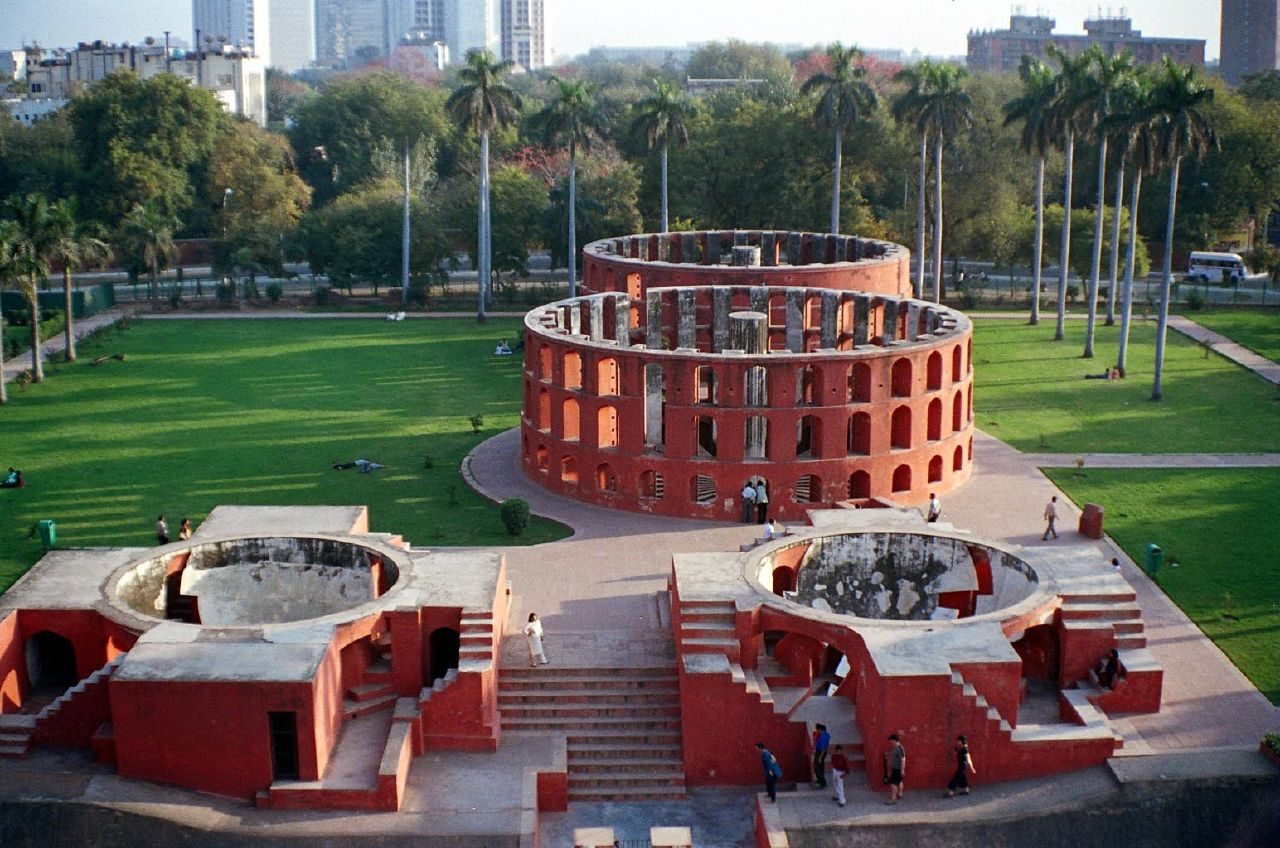
مرصد جانتار منطار في نيودلهي

ومن بين جميع الأدوات الفلكية كان العقرب والذي عُرف باسم (Sanku) والذي يطبق عليه ظل القضيب العمودي علي مستوى أفقي من أجل التأكد من الاتجاهات الأساسية وخط العرض من نقطة المراقبة وكذلك وقت الرصد، تم ذكر هذا الكتاب في أعمال فاراهيميرا وأريباهاتا وبهاسكارا وبراهماغوبتا وغيرهم. وكذلك تم استخدام عصا التقاطع أو عصا يعقوب والتي عُرفت باسم (Yasti-yantra)في عصر بهاسكارا الثاني (1114-1185م)، يختلف هذا الجهاز عن أي عصا بسيطة أنه أدوات على شكل حرف (V) تم تصميمها خصيصاً لتحديد الزوايا بمساعدة مقياس مدرٌَج، وتم أيضاً استخدام الساعة المائية (Ghatī-yantra) في الهند لأغراض فلكية حتى الآونة الأخيرة. وأشار أوهاشي (2008):«وصف العديد من علماء الفلك الأدوات التي يتم تشغيلها بالماء كنموذج على مقاتلة الأغنام».

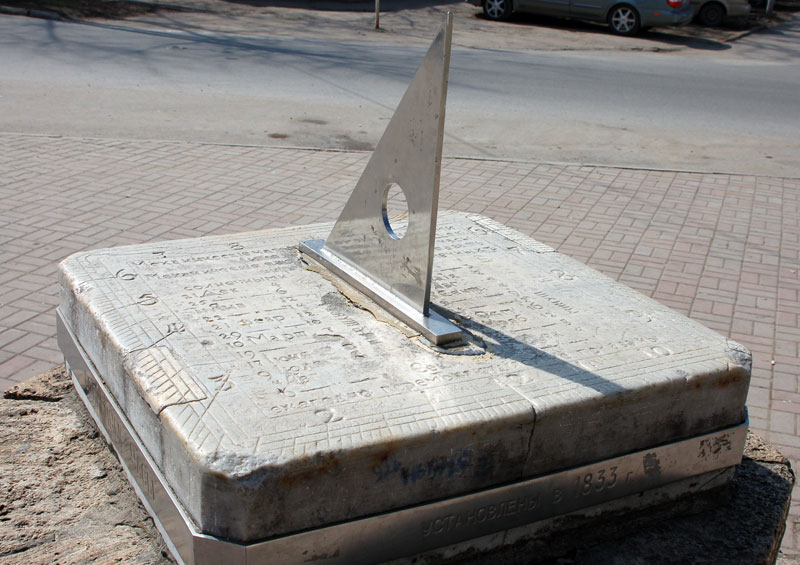
العقرب هو الجزء المثلث في هذه المزولة.

وتم استخدام نماذج للسماء والكواكب والنجوم في الهند من أجل المراقبة منذ العصور الأولى وقد ذُكرت أيضاً في أعمال أريباهاتا (476م). وهناك أيضاً (Goladīpikā) وهي أطروحة تفصيلية تناقش التعامل مع تلك النماذج السماوية والكرات الجغرافية تم تأليفها بين عامي 1380-1460م بواسطة باراميسفارا، وحول موضوع استخدام النماذج السماوية في الهند كتب أوهاشي (2008)مايلي:"إن النماذج السماوية الهندية (gola-yantra)تم تأسيسها بناءا على الإحداثيات الاستوائية، على عكس النماذج السماوية اليونانية، وعلى الأرجح فقد تم تحديد الإحداثيات السماوية لنجوم التقاطع بالدائرة القمرية بواسطة النموذج السماوي منذ القرن السابع أو ما نحو ذلك. وكان هناك أيضاً الكرة السماوية والتي تدار بتدفق المياة.

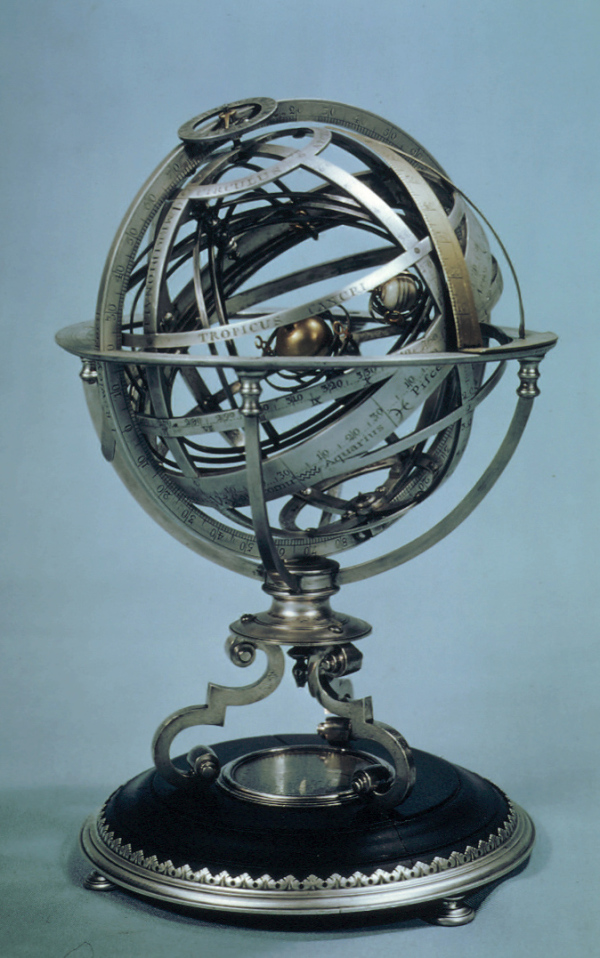
كرة سماوية في متحف العلوم التاريخية، أوكسفورد

اخترع عالم الرياضيات بهاسكارا الثاني (1114-1185م) أداة تتكون من لوحة مستطيلة ودبوس وذراع مؤشر وأطلق عليها اسم (Phalaka-yantra)، وتم استخدام هذه الأداة لتحديد الوقت من مدى ارتفاع الشمس. وكذلك استخدموا (Kapālayantra) والتي تعد ساعة شمسية تقوم بتحديد زاوية السمت الشمسية، واستخدموا أيضاً (Kartarī-yantra) وهي أداة مكونة من حافتين نصف دائريتين ليمثلوا شكلا يشبه أداة المقص، وتم عرض الإسطرلاب بواسطة العالم الأسلامي وتم ذكره للمرة الأولى في أعمال ماهيندرا سوري (عالم الفلك الخاص ببلاط قصر الملك فيروز شاه تاغلاق 1309-1388م)، وتم ذكر الإسكرلاب أيضاً في أعمال بادمانابها (1423م) وراماكاندرا (1428م) حيث زاد استخدامه في الهند.
وقام بادمانابها باختراع أداة قطبية دورانية ليلية، تتكون من لوحة مستطيلة بها فتحة ومجموعة من المؤشرات ودوائر متدرجة متحدة المركز، تمكن العلماء من حساب الوقت والقيم الفلكية الأخرى عن طريق ضبط الفتحة على الاتجاهات αوβ للدب الأصغر، وأوضح أوهاشي (2008):"تم صُنع مؤخرة الجهاز كربع دائرة مع ذراع مؤشر عمودي، تم رسم ثلاثون خطا متوازياً داخل المربع وإجراء حسابات ثلاثية جونومترية بيانياً، وبعد حساب ارتفاع الشمس بواسطة التوصيل يتم حساب الوقت بيانياً بواسطة ذراع المؤشر.

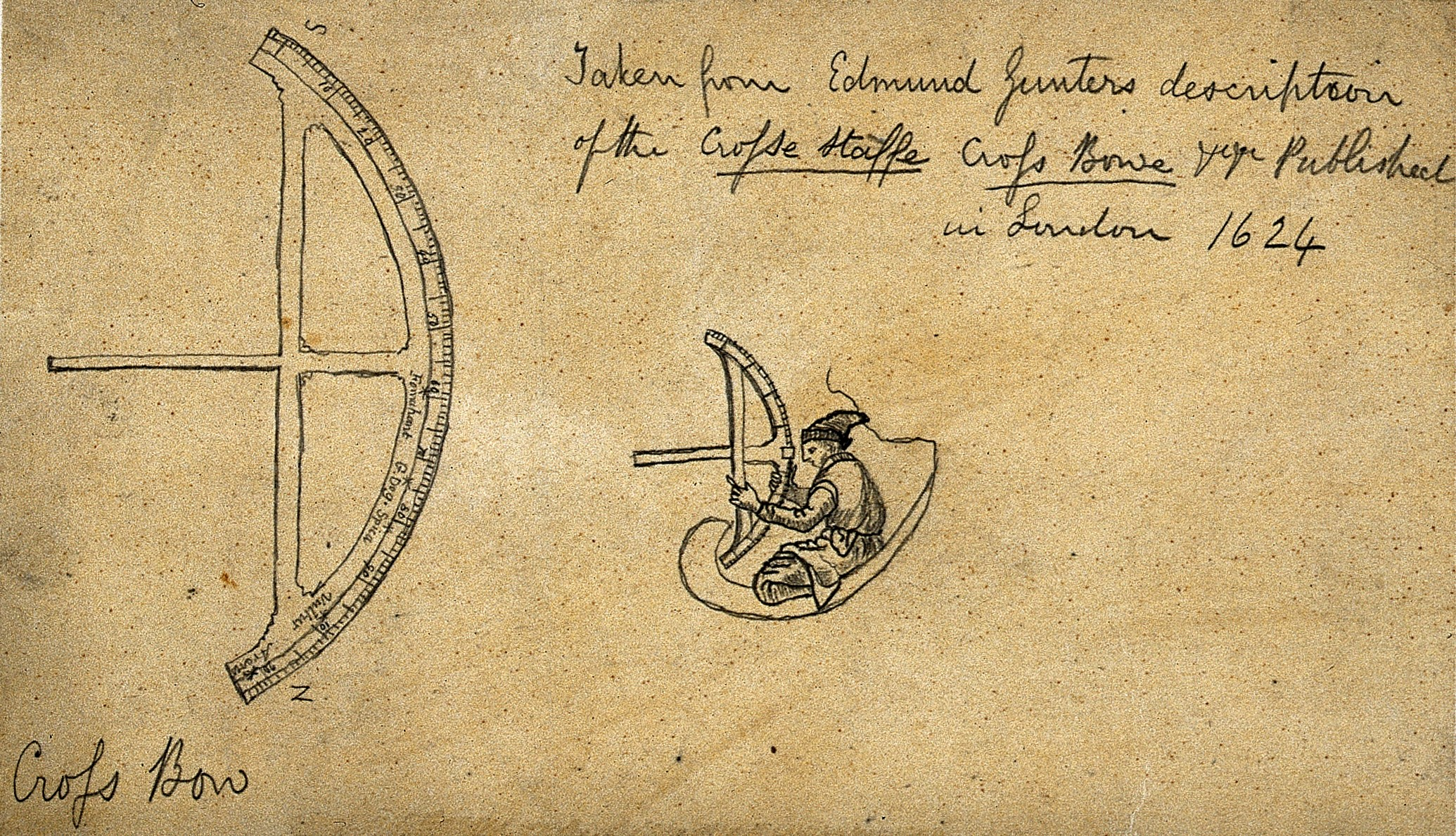
صورة توضح عصا التقاطع وبحار يستخدمها في الملاحة

و كتب أوهاشي (2008) تقارير عن المراصد التي شيدت من قبل جاي سينغ الثاني من العنبر:
شيد مهراجا جايبور، ساواي جاي سينغ (1688-1743 م)، خمسة مراصد فلكية في بداية القرن الثامن عشر، هذه المراصد موجودة في دلهي وجايبور ويوجين وباناراس وماثيور ولكن مرصد ماثبور لم يعد موجوداً الآن، وهناك العديد من الأدوات الضخمة والتي بنيت على أساسات من علم الفلك الإسلامي والهندوسي، وعلى سبيل المثال (samrāt.-yantra) أو أداة الإمبراطور وهي ساعة شمسية ضخمة من جدار مثلثي به عقرب وزوج من أرباع الدائرة باتجاه شرق وغرب جدار العقرب، ويتم تدرج الوقت على هذه الأرباع".}}
وقد تم اختراع العالم السماوي المنفصل في الهند المغولية، وتحديداً في لاهور وكشمير، ويعد أحد أكثر الآلات الفلكية إثارةً للإعجاب وعمل فذ واضح في التعدين والهندسة، وفي القرن العشرين اعتقد علماء المعادن باستحالة صنع كرة معدنية بدون أي شقوق حتى مع التكنولوجيا الحديثة، ولكن في أواخر 1980م اكتشفت إيميلي سافاج سميث مجموعة من الكرات السماوية بدون أي شقوق في لاهور وكشمير. تم اختراع الكرة الأولى في كشمير بواسطة علي الكشميري بن لقمان في 1589-1590م خلال عهد الملك أكبر الأعظم، وتم صنع أخرى في عام 1659-1960م بواسطة محمد صالح الطهطاوي بالنقوش العربية والسنسكريتية، وتم صنع الأخيرة في لاهور بواسطة عالم المعادن الهندوسي لالا بالهومال لاهوري (Lala Balhumal Lahuri) خلال عهد جاجاتيت سينغ بهادور في عام 1842م. تم إنتاج 21 كرة مثل هذه الكرات، وتبقى هذه الكرات هي الأمثلة الوحيدة على وجود كرات معدنية بدون شقوق، وطوٌَر علماء المعادن المغوليين طريقة صب الشمع من أجل إنتاج هذه الكرات.

## الخطاب العالمي

### علم الفلك البابلي والهندي واليوناني

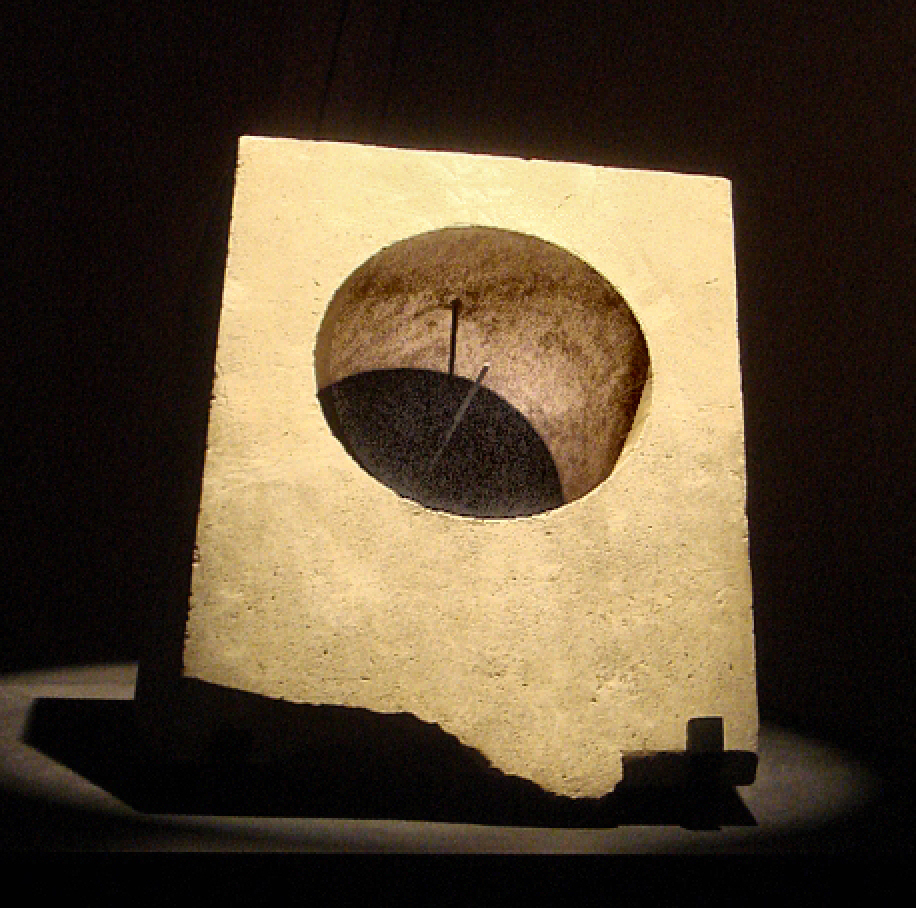
ساعة تاريخية من آي خانوم

أقدم عمل فلكي معروف هو فيدانجا جيوتيشا (Vedanga Jyotisha of Lagadha) وهو يقتصر على مناقشات أيام السنة فقط يعود تاريخه إلى عام 1400-1200ق.م (النموذج الموجود حالياً يعود إلى عام 700-600ق.م). ووفقاً لبينجري فإن هناك عدد من النصوص الفلكية الهندية والتي يعود تاريخها إلى القرن السادس الميلادي أو وقت أبكر من ذلك مع وجود درجة عالية من القناعة بالتشابه الكبير بينها وبين علم الفلك اليوناني قبل المملكة البطلمية، وتعتقد بينجري أن هذه التشابهات تشير إلى الأصل اليوناني لعلم الفلك الهندي، وتم الاعتراض على هذه الفكرة بواسطة بارتل ليندرت فان دير ويردن والذي دافع عن أصالة واستقلالية تطور علم الفلك الهندي.

### علم الفلك الهندي واليوناني
مع تصاعد الثقافة اليونانية في الشرق، قام علم الفلك الهلنستي بتنقية هذه الثقافة شرقاً حتى الهند حيث أثر عميقاً في التقاليد الفلكية المحلية، وعلى سبيل المثال فمن المعروف أنه قد تمت ممارسة علم الفلك الهلنستي على مقربة من الهند في المدينة الإغريقية البخترية التابعة لآى خانوم منذ القرن الثالث قبل الميلاد وتم العثور على ساعات شمسية متنوعة من ضمنهم ساعة شمسية استوائية على خط عرض مدينة يوجين بين الحفريات الأثرية هناك، وكذلك التعاملات العديدة مع إمبراطورية موريان والتوسعات اللاحقة من الهند والإغريق في الهند تشير إلى احتمالية انتشار الأفكار الفلكية اليونانية في الهند خلال هذه الفترة. وقد ظهر لاحقاً تأثير المفهوم اليوناني للأرض أنها كروية ومحاطة بفلك من الكواكب على علماء الفلك الهنود مثل فاراهيميرا وبراهماغوبتا. يعد هذا التاريخ المبكر مثيرا للجدل ولكن إذا تم قبوله فإنه سيكون قبل وقت طويل جداً من التأثير اليوناني المقترح، كما أن هناك العديد من الحجج الأخرى ضد ادعاءات التأثير اليوناني بواسطة علماء مثل سي كي راجو هو، فقد استخدم الهنود النظام العشري في العمليات الحسابية بينما استخدم اليونانيون طرق غير فعالة للغاية تعتمد على الإضافة ولكنها شاقة جداً حتى إذا حاولنا استخدامها في مضاعفة الأرقام البسيطة.
ومن المعروف أيضاً أن العديد من الأطروحات الفلكية اليونانية الرومانية قد تم تصديرها إلى الهند خلال القرون القليلة الأولى من عصرنا، كان (Yavanajataka) هو النص السنسكريتي في القرن الثالث الميلادي في علم الفلك الرياضي، وأصبح غرينتش من علماء الفلك الهندي وعرين الأطروحات العربية واللاتينية الفلكية، لأنه هو وخلفاؤه الذين شجعوا على إدخال على إدخال علم الفلك اليوناني في الهند.
وفي القرن السادس الميلادي قام فاراهيميرا بجمع خمسة أطروحات أساسية ومن ضمنها (Romaka Siddhanta) والتي تعد مذهب الرومان و (Paulisa Siddhanta) والتي تعد مذهب بول في كتابه «الأطروحات الخمس» أو "Pañca-siddhāntikā". ويقول فاراهيميرا أن«الإغريق في الواقع أجانب ولكن علم الفلك مزدهر لديهم بصورة واضحة»، وهناك نص هندي آخر وهو جارجي-سامهيتا ويمدح الإغريق أيضاً حيث أوضح أن الإغريق يجب أن يتم احترامهم كالعرافين أو المتنبئين لأنهم قدموا علم الفلك للهند.

### علم الفلك الهندي والصيني
وصل علم الفلك الهندي إلى الصين مع التوسعات البوذية في وقت لاحق من هان (25-220م)، وتم ترجمة المزيد من الأعمال الفلكية الهندية في عصر الممالك الثلاث(220-265م)، وبالرغم من ذلك فإن الاندماج الأكثر تفصيلاً لعلم الفلك الهندي حدث فقط في عهد أسرة تانغ (618-907م)حيث كان العديد من العلماء الصينيين مثل يي-زينغ على علم ودراية بعلم الفلك الهندي والصيني على حد سواء.
وتشير شظايا من النصوص أن العرب قد اعتمدوا استخدام دالة الجيب(الموروثة من الرياضيات الهندية) في هذه الفترة بدلاً من استخدام أوتار القوس والتي استخدمت في الرياضة الهلنستية. وكتأثير هندي آخر فقد استخدم علماء المسلمين الصيغة التقريبية لضبط الوقت. ومن خلال علم الفلك الإسلامي تمكن علم الفلك الهندي من التأثير على علم الفلك الأوروبي بواسطة المترجمات العربية، وخلال المترجمات اللاتينية في القرن الثاني عشر فإن المخطوطة الفلكية العظمى لمحمد الفزاري(استنادا إلى سوريا سيدانتا"Surya Siddhanta" وأعمال براهماغوبتا) قد تمت ترجمتها إلى اللاتينية عام 1126م وكانت مؤثرة في ذلك الوقت.

### علم الفلك الهندي والإسلامي
في القرن السابع عشر، شهدت إمبراطورية المغول تركيبة بين علم الفلك الإسلامي وعلم الفلك الهندوسي، حيث تم الجمع بين أدوات الرصد الإسلامية والتقنيات الحاسوبية الهندوسية، وفي حين يبدو أنه كان هناك اهتمام بنظرية الكواكب واصل علماء فلك مسلمون وهندوسيون التقدم في علم الفلك والرصد وأنتجوا مايقرب من مائة أطروحة زيج.
بنى همايون مرصد شخصي بالقرب من دلهي في حين كان ينوي جهانجير وشاه جاهان بناء مراصد أيضاً ولكنهم لم يتمكنوا من فعل ذلك، وبعد انهيار الإمبراطورية المغولية وجاء الملك الهندوسي جاي سينغ الثاني، حاول إحياء كل من التقاليد الفلكية الهندوسية والإسلامية والتي كانت راكدة في وقته، وفي أوائل القرن الثامن عشر قام ببناء عدة مراصد فلكية كبيرة وأطلق عليها اسم يانترا مانيدرز (Yantra Mandirs) من أجل منافسة مرصد أولوغ بيك بسمرقند وأيضاً من أجل تحسين العمليات الحسابية الهندوسية في النصوص الفلكية (Siddhantas) وكذلك المشاهدات الإسلامية في زيج-آي-سلطاني. واستخدم الملك جاي سينغ الثاني أدوات متأثرة بعلم الفلك الإسلامي في حين تم اشتقاق التقنيات الحسابية من علم الفلك الهندوسي.

### علم الفلك الهندي وأوروبا
اقترح بعض العلماء فكرة أن معرفة نتائج مدرسة كيرالا لعلوم الفلك والرياضيات قد انتقلت إلى أوروبا عبر الطريق التجاري من ولاية كيرالا بواسطة التجار والمبشرين المسيحيين، حيث كانت كيرالا على اتصال مستمر بأوروبا والعالم العربي والصين، ومما جعل هذا الاعتقاد محتملاً وجود أدلة ظرفية مثل طرق المواصلات والتسلسل الزمني المناسب، وعلى الرغم من ذلك لا يوجد أي دليل مباشر من المخطوطات القديمة ذات الصلة بهذا الشأن يدل على حدوث ذلك الانتقال.
وفي بدايات القرن الثامن عشر دعا الملك جاي سينغ الثاني علماء الفلك اليسوعي الأوروبي إلى أحد مراصد يانترا ماندير الخاصة به واشترى الجداول الفلكية التي جمعها فيليب دي لاهير في عام 1702، وبعد دراسة أعمال لاهير استنتج الملك جاي سينغ أن تقنيات الرصد والأدوات المستخدمة في علم الفلك الأوروبي أدنى في المستوى من تلك المستخدمة في الهند في ذلك الوقت، ومن غير المؤكد ما إذا كان على علم بالثورة الكوبرنيكية عبر اليسوعيين. وقد فعل وبالرغم من ذلك وظٌف استخدام التلسكوبات، وفي زيج محمد شاهي يقول:«تم بناء التلسكوبات في مملكتي وتم إستخدامهم في عدد من عمليات الرصد التي تم تنفيذها».
وبعد وصول شركة شرق الهند البريطانية في القرن الثامن عشر تم استبدال التقاليد الهندوسية والإسلامية تدريجياً بعلم الفلك الأوروبي على الرغم من وجود محاولات للتوفيق بين هذه التقاليد، وقد سافر المفكر الهندي مير محمد حسين إلى أنجلترا عام 1774م لدراسة العلوم الغربية، وعند عودته إلى الهند عام 1777م كتب أطروحة فارسية عن علم الفلك، حيث كتب عن نموذج مركزية الشمس وقال أن هناك عدد لانهائي من الأكوان والتي يحتوي كل منها على الكواكب والنجوم الخاصة به، وهذا يدل على جبروت الله والذي لا يقتصر على كون واحد فقط. تشبه فكرة حسين عن الكون إلى حد كبير المفهوم الحديث للمجرة، وبالتالى فإن رأيه يتوافق مع النظريات الحديثة التي تُقر بأن الكون يتكون من مليارات المجرات والتي يتكون كل منها من مليارات النجوم. وآخر أطروحة زيج معروفة كانت (Zij-i Bahadurkhani) والتي كتبت بواسطة عالم الفلك الهندي غلام حسين جونبوري (1760–1862م) وتم طبعها في عام 1855م وأهديت إلى بهادور خان. أدرجت هذه الأطروحة نظام مركزية الشمس في أطروحات الزيج.